# A New Beginning (computerspel)
A New Beginning is een point-and-click-adventure-spel van Daedalic Entertainment en uitgebracht door Lace Mamba. Het spel kwam oorspronkelijk uit in 2011 voor Microsoft Windows.

## Verhaal
Het spel start in een zeer verre toekomst waar de aarde omwille van ecologische rampen niet meer bewoonbaar is aan de oppervlakte. De meeste fauna en flora zijn uitgestorven. Enkel diep verscholen onder de grond leven nog enkele honderden mensen. Een groep wetenschappers verwacht een grote zonne-uitbarsting. Omdat het magnetisch schild van de aarde volledig verdwenen is, zal de aarde hierdoor helemaal verwoest worden. Vandaar dat project Phoenix vervroegd wordt opgestart: met behulp van tijdmachines worden enkele groepen van wetenschappers terug naar het jaar 2050 gestuurd.
Fay, Salvador en de rest van deze eenheid komen aan in een verwoest San Francisco. Fay kan contact maken met de andere eenheden, maar zij zijn allen in een natuurramp terechtgekomen en de meesten sterven niet veel later. Fay en Salvador concluderen dat ze naar een specifiek tijdstip moeten reizen waar ecologische problemen al bestaan, maar nog opgelost kunnen worden.  Tijdens hun zoektocht vinden ze een krantenartikel over Bent Svensson die een biobrandstof ontwikkelde op basis van blauwe algen. Salvador vertelt Fay dat de aarde gedeeltelijk werd verwoest door een ontploffing van een kernreactor in het Braziliaanse Amazoneregenwoud. Hierdoor werd het regenwoud vernietigd wat een kettingreactie veroorzaakte waardoor de ganse aarde in een nucleaire winter terechtkwam. Ten slotte achterhalen ze dat, enkele dagen voor de ontploffing, er een conferentie was over het klimaat en toekomstige energiebronnen. Daar werd beslist dat men zich enkel nog ging richten op kernenergie en niet meer op de biobrandstof.
Fay en Salvador gebruiken de tijdmachine om terug te reizen naar de conferentie om de aanwezigen te overtuigen. Het resultaat is enkel dat de definitieve beslissing met een week zal worden uitgesteld. Daarop beslist Salvador om naar de bewuste kerncentrale te gaan om deze stil te laten leggen. Fay gaat op zoek naar Bent Svensson. Echter is Bent op pensioen en heeft hij geen zeggenschap meer in het bedrijf. Dat wordt nu geleid door zijn zoon Duve, die een hekel heeft aan zijn vader. Fay tracht Bent te overtuigen dat ze uit de toekomst komt en dat de biobrandstof de enige oplossing is.
Echter is voor zowat iedereen de verleiding te groot om uit eigenbelang zaken te manipuleren. Hierdoor dreigt project Phoenix te mislukken... of net wel te lukken.

## Final Cut
Op 12 december 2012 werd het spel opnieuw uitgebracht onder de naam A New Beginning - Final Cut. In deze versie zijn de ingesproken dialogen in meerdere talen beschikbaar: Duits, Engels, Frans en Russisch. De ondertiteling kan men, naast deze talen, ook nog weergeven in het Italiaans, Spaans en Pools. Verder is het spel ook beschikbaar voor Apple Macintosh. Het spel werd uitgebreid zodat de speler 28 achievements kan winnen. Ten slotte werden een aantal bugs uit het spel verwijderd.

## Spelbesturing
Het spel bestaat uit 11 niet-chronologische hoofdstukken. De speler bestuurt Fay of Bent naargelang de situatie. De speler kan zelf niet interactief beslissen om van het ene naar het andere personage over te schakelen.
Onderstaande tabel geeft een overzicht van de gebeurtenissen zoals getoond in het spel. De laatste kolom geeft aan hoe de volgorde is volgens tijdlijn.
| Hoofdstuk                                           | Locatie | Te besturen personage   | Volgorde volgens tijdlijn |
| --------------------------------------------------- | --- | ----------------------- | ------------------------- |
| Intro                                               | In de verre toekomst wordt het Phoenix plan gestart om de Aarde te redden. Fay, Salvador en enkele andere tijdreizigers gaan terug naar het jaar 2050. | -                       | 11                        |
| Prologue (Proloog)                                  | Bent Svensson voert herstellingswerken uit aan zijn buitenverblijf in Noorwegen. Daar komt Fay aan met een helikopter bestuurd door Leif 'Oggy' Oggersund. | Bent                    | 2                         |
| Leaden Air (Loden Lucht)                            | Het team van Fay komt aan in een verwoest San Francisco in het jaar 2050. Fay maakt contact met de andere tijdreizigers en moet sommigen redden van de dood. | Fay                     | 9                         |
| A night in the Global (Een nacht in hotel "Global") | Fay vindt informatie over een klimaatconferentie waar werd beslist dat de kernenergiebedrijven van Indez Inc. een beter alternatief zijn ten opzichte van de biobrandstof uit blauwe algen van Dr. Svensson. Salvador zegt Fay dat de Indes' kerncentrale in Brazilië zal ontploffen. Fay overtuigt Salvador om nogmaals terug in de tijd te reizen. Ze wil op de conferentie de mensen overtuigen dat de reactor zal ontploffen en dat de blauwe algen het enige veilige alternatief is. | Fay                     | 10                        |
| Rude Awakening (Een ruw ontwaak)                    | Bent gelooft Fay niet. Daarnaast heeft hij niets meer te zeggen in het algenonderzoek omdat hij op pensioen is. Het bedrijf is nu in handen van zijn zoon, met wie hij liever niets te maken heeft. Daarop verlaat Bent zijn blokhut. Hij wordt bewusteloos geslagen door Oggy. Wanneer Bent wakker wordt, is hij in een helikopter. Nadat hij zich bevrijdt uit de sanitaire voorziening, tracht hij een noodoproep te maken via de radio. Hij vindt dan de tijdmachine en enkele foto's uit 2050 met daarop de vernietigde steden. Hij is perplex en begint Fay te geloven. | Bent                    | 3                         |
| The Conference (De conferentie)                     | Reporter Leif ‘Oggy’ Oggersund bevindt zich niet ver van het gebouw waar de conferentie doorgaat. Hij is getuige hoe een tijdmachine plots verschijnt. Met zijn hulp vindt Fay een manier om de conferentie bij te wonen. Het is duidelijk dat Dr. Braunn, die de blauwe algen dient te promoten, niet goed is voorbereid. Fay kan ook Salvador binnensmokkelen. Samen kunnen ze Dr. Braun overmeesteren. Salvador vermomt zich en gaat het podium op. Hij wordt al snel ontmaskerd. Fay tracht het publiek te overtuigen dat de echte Dr. Braunn de waarheid verzwijgt. Salvador beslist om naar Brazilië te reizen om de nucleaire explosie te verhinderen. Fay en Ozzy gaan op zoek naar Bent Svensson. | Fay                     | 1                         |
| Atlas - Part I                                      | Fay, Bent en Ozzy vliegen met de helikopter naar het productieplatform waar het onderzoek naar de blauwe algen wordt gedaan. Duve Svensson weigert om met zijn vader te spreken. Vandaag is er toevallig een presentatie over de blauwe algen waar de drie nog overgebleven investeerders aanwezig zijn. Bent is teleurgesteld wanneer blijkt dat de algen nauwelijks een lamp kunnen doen branden. Hij probeert te achterhalen wat er tijdens de demo is misgelopen. Volgens Duve, de presentator en een laborant werd de meest krachtige alge gebruikt en beeldde Bent zich enkel in dat hij een krachtige energiebron had ontdekt. Ondertussen heeft Fay contact met de andere tijdreizigers. Ze verneemt dat het productieplatform weldra zal sluiten omwille van een reeks aan arbeidsongevallen. Fay en Bent onderzoeken dit verder en concluderen dat deze ongevallen opgezet spel zijn. Nadat zij hiervan bewijzen vinden, gaat de antagonist verder: hij plaatst een tijdbom op een van de torens. Bent kan de bom onschadelijk maken, maar daarop zet de antagonist de blauwe algenvelden in vuur. | Fay en Bent afwisselend | 4                         |
| Atlas - Part II                                     | Fay en Bent lopen naar de velden waar alle algen zijn vernietigd. Overal werden bommen geplaatst door een zekere Kellerman die werkt voor Indez Inc. Indez Inc. kocht net het productieplatform over en besliste om niet verder te investeren in de algen. Kellerman is wel in bezit van twee monsters van de meest krachtige alge. Hij sluit Fay en Bent op in een bunker en gebruikt een monster, dat zich in een grote pipet bevindt, om de deur te barricaderen. Fay en Bent kunnen ontsnappen maar worden alweer tegengehouden door Kellerman. Hij sluit hen op in een andere bunker tezamen met Duve. Niet veel later ontploffen de bommen en zinkt de bunker. Bent weet veel af van fysica en kan het water vervangen door diwaterstof waardoor de bunker stijgt naar de zeespiegel. Daar pikt Ozzy hen op met de helikopter. | Fay en Bent afwisselend | 5                         |
| Bent Svensson is dead (Bent Svensson is dood)       | Kellerman verklapte dat hij het algenmonster naar de kernenergiecentrale in Brazilië zou brengen, dus reizen Ozzy, Duve, Fay en Bent hem achterna. In Brazilië huren ze een auto voor de verdere reis. De route eindigt in het midden van het regenwoud aan een kleine bar en haven uitgebaat door Indez. Daar blijkt dat de centrale enkel bereikbaar is per boot. Volgens de barman is de boot in de haven defect en zal er vandaag geen andere uitvaren. Omdat de explosie vandaag zal plaatsvinden, dient Bent de bootwachter te overtuigen dat hij een technicus is die de boot komt herstellen. De kapitein wil evenmin uitvaren, dus trachten Ozzy en Duve hem dronken te maken in een bierspel zodat ze de sleutels kunnen stelen. Fay vertelt Bent dat indien de explosie wordt voorkomen, de toekomst zal veranderen. Dat leidt tot een tijdsparadox waardoor ze mogelijk verdwijnt wanneer Operatie Phoenix slaagt omdat ze misschien nooit zal worden geboren. Ondertussen is Kellerman bij Indez Inc. en vertelt zijn verhaal bij de directeur. Zij zijn zeker dat Fay, Duve en Bent zijn verdronken. | Bent en Fay afwisselend | 6                         |
| Phoenix Plan                                        | Fay en Bent arriveren aan de kerncentrale. Duve en Ozzy werden gevangengenomen door Kellerman en opgesloten. Fay komt via een list in bezit van het enig overgebleven monster. Bent vindt Duve en Ozzy. Salvador is ook bij hen als een gevangene. Bent kan de drie bevrijden waarop Salvador Kellerman doodt. Nu vertelt Salvador de ware toedracht van het Phoenix Plan: er was nooit een nucleaire ontploffing. De ecologische problemen in hun tijd zijn ontstaan door vervuiling over een periode van honderden en honderden jaren. Mensen namen gewoon hun verantwoordelijkheid niet op om een oplossing te vinden. Het Phoenix Plan is er net op gericht om deze nucleaire explosie te veroorzaken. Het is dus ook de bedoeling om het regenwoud te vernietigen. Enkel na zulke catastrofe zullen de mensen realiseren dat ze moeten investeren in propere, veilige groene energiebronnen. Ook wordt onthuld dat men zich momenteel in het jaar 1984 bevindt. De tijdsreizigers waren evenmin in het jaar 2050, maar de foto's van de verwoeste steden dateren van nog enkele honderden jaren verder. Fay en Bent merken op dat wanneer het Phoenix Plan wordt uitgevoerd, de gevolgen voor de aarde mogelijk nog slechter worden. Fay kan de kernsmelting stoppen door de stoom te laten ontsnappen. Hierdoor worden zij en Salvador levend gekookt. Indez zegt tot Bent dat er niets is veranderd: de kernreactors zijn nog steeds in productie en de acties van Fay en Bent hebben er niet voor gezorgd dat de interesse in groene energie is aangewakkerd. Zijn conclusie is dat twee mensen de wereld niet kunnen veranderen. Echter heeft de interactie van Fay op de conferentie ervoor gezorgd dat het comité zijn ogen heeft gericht op Indez Inc, en kernenergie in het algemeen, om dit nauwlettend op te volgen voor eventuele gevaren. | Bent en Fay afwisselend | 7                         |
| Epilogue (Epiloog)                                  | Het verhaal verplaatst zich naar een locatie waar twee mensen naar een tv-show kijken. Auteur Leif Oggersund promoot zijn nieuwste boek: "A new beginning". Het gaat over tijdreizigers uit een verre toekomst. Zij reizen naar het jaar 1984 om een kernreactor te doen ontploffen. Hierdoor hopen ze dat mensen op zoek gaan naar een alternatieve groene energiebron. De twee kijkers blijken Bent en Duve te zijn. Ze zitten in een laboratorium en doen onderzoek naar een biobrandstof op basis van blauwe algen. Bent merkt op dat Leif enorme winsten zal maken met zijn boek, maar daardoor ook de blauwe algen promoot en dit alles met een verhaal waarin ze allemaal zaten. | -                       | 8                         |

## Verwijzingen naar andere media
- Ben Svensson introduceert Fay als prinses Leia, een verwijzing naar Star Wars.
- In de helikopter ligt Harvey uit Edna & Harvey: The Breakout.
- De kok zingt gekende wijsjes waaronder Symfonie nr. 5 (Beethoven), Also sprach Zarathustra (Strauss) en Die Walküre (Wagner).